# Випускний (фільм, 2016)
«Випускний» (рум. Bacalaureat) — румунський драматичний фільм, знятий Крістіаном Мунджіу. Світова прем'єра стрічки відбулась 19 травня 2016 року на Каннському кінофестивалі.

## У ролях
- Влад Іванов
- Марія-Вікторія Драгус
- Іоаким Чобану
- Адріан Тітьєні
- Ліа Буньяр

## Визнання
| Нагороди та номінації фільму «Випускний» | Нагороди та номінації фільму «Випускний» | Нагороди та номінації фільму «Випускний»   | Нагороди та номінації фільму «Випускний» | Нагороди та номінації фільму «Випускний» | Нагороди та номінації фільму «Випускний» |
| Рік                                      | Кінопремія / Кінофестиваль               | Категорія / Нагорода                       | Номінант                                 | Результат                                | Результат                                |
| ---------------------------------------- | ---------------------------------------- | ------------------------------------------ | ---------------------------------------- | ---------------------------------------- | ---------------------------------------- |
| 2016                                     | Каннський кінофестиваль                  | «Золота пальмова гілка» за найкращий фільм | «Випускний»                              | Номінація                                |                                          |
| 2016                                     | Каннський кінофестиваль                  | Приз за найкращу режисуру                  | Крістіан Мунджіу                         | Перемога                                 | [ 2 ]                                    |
| 2017                                     | Премія «Сезар» (43-тя церемонія)         | Найкращий фільм іноземною мовою            | «Випускний»                              | Номінація                                | [ 3 ]                                    |
| 2017                                     | Європейський кіноприз                    | Приз глядацьких симпатій                   | «Випускний»                              | Номінація                                | [ 4 ] [ 5 ]                              |
| 2018                                     | Премія «Магрітт» (8-а церемонія)         | Найкращий фільм спільного виробництва      | «Випускний»                              | Номінація                                | [ 6 ] [ 7 ]                              |